# Paso Carrasco
Paso Carrasco és un municipi de l'Uruguai ubicat al sud del departament de Canelones.

## Geografia
Paso Carrasco es troba al sud del departament de Canelones, dins el sector 37. Limita al sud-est amb Barra de Carrasco, a l'est amb Parque Carrasco, i al nord amb el departament de Montevideo i l'Aeroport Internacional de Carrasco. El rierol Carrasco, a l'oest i sud-oest, forma el límit amb Montevideo i els seus barris de Carrasco Norte i Carrasco.

## Població
Segons les dades del cens de 2004, Paso Carrasco tenia una població aproximada de 15.028 habitants.

## Govern
L'alcalde de Paso Carrasco és Luis Martínez.